# Edward Pelham-Clinton
Edward William Pelham-Clinton (11 août 1836 - 9 juillet 1907), connu sous le nom de Lord Edward Clinton, est un homme politique du Parti libéral britannique.

## Biographie
Il est le deuxième fils de Henry Pelham-Clinton (5e duc de Newcastle) et de son épouse Susan Hamilton et fait ses études au Collège d'Eton jusqu'en 1853.
Il rejoint la brigade de fusiliers en tant qu'enseigne en 1854 et sert en Crimée après la chute de Sébastopol. Il atteint le grade de capitaine en 1857 et passe 5 ans au Canada (1861–1865). En 1878, il atteint le grade de lieutenant-colonel et prend sa retraite en 1880 alors qu'il est en poste en Inde .
Clinton est élu sans opposition aux élections générales de 1865 en tant que député du North Nottinghamshire, mais ne se représente pas en 1868 .
Clinton est groom d'honneur de la reine Victoria de 1881 à 1894, puis maître de maison de 1894 jusqu'à sa mort. Il est à nouveau Groom-in-Waiting sous son successeur le roi Édouard VII en 1901 et reste dans ce poste jusqu'à sa mort.
À sa mort, il est enterré dans une tombe du cimetière de Brookwood. Le tombeau est maintenant classé Grade II par English Heritage ,.

## Famille

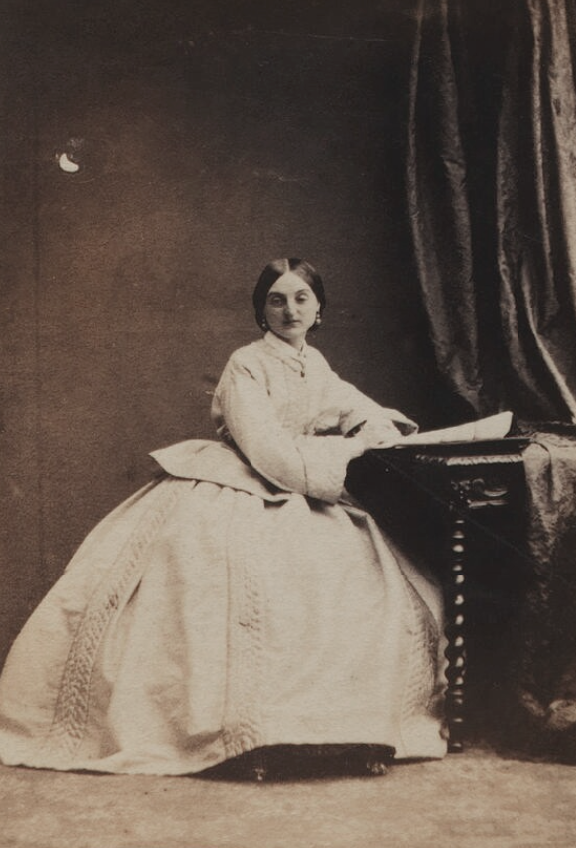
Matilda Jane Cradock-Hartopp, photographie de 1860

Le 22 août 1865, Clinton épouse Matilda Jane Cradock-Hartopp, fille de Sir William Cradock-Hartopp, 3e baronnet. Le couple n'a pas d'enfants.
En mémoire de sa femme, Clinton reconstruit le chœur de St Gabriel, Warwick Square, pour un coût de 1400 £, à la demande de l'architecte John Francis Bentley.